# Дерк-Ельско Бруїнс
Дерк-Ельско Бруїнс (нід. Derk-Elsko Bruins; 20 березня 1923, Влагтведде — 5 лютого 1986, Герольштайн) — нідерландський доброволець військ СС, обершарфюрер СС (лютий 1945). Кавалер Лицарського хреста Залізного хреста.

## Біографія
У 1941 році добровольцем вступив на службу в 1-й роту 54-го протитанкового батальйону СС. В кінці липня 1944 року 23-я танково-гренадерська дивізію СС «Недерланд» була змушена відійти на нову лінію фронту. При відході, 48-й танково-гренадерський полк був відрізаний від основних сил. Вранці 27 липня взводу Бруїнса було наказано знайти 48-й полк, який знаходився на відстані десяти кілометрів.
При просуванні до оточеного полку 3 StuG'а, серед яких була і гармата Бруїнс, були обстріляні радянськими танками, в результаті 2 гармати вийшли з ладу, Бруїнс знищив 2 радянські танки, після чого зайняв приховану позицію так, щоб його StuG не було видно і продовжив спостереження за боєм 48-го полку. Незабаром він помітив, що наближаються радянські танки, і знищив 5 танків один за одним і пошкодив ще один. Через брак боєприпасів Бруїнс вирішив повернутися на німецькі позиції. На зворотному шляху він знищив ще 5 танків.
У кінці війни був захоплений в полон канадськими військами і переданий голландській владі. Провівши у в'язниці трохи часу, він незабаром утік до Німеччини, в 1950 році одружився з німецькою дівчиною і отримав німецьке громадянство, що унеможливило спроби переслідування голландського уряду, і в 1955 році вони залишили ці спроби. Бруїнс став успішним бізнесменом і підтримував контакти зі своїми бойовими товаришами.

## Нагороди
- Залізний хрест 2-го і 1-го класу
- Нагрудний знак «За участь у загальних штурмових атаках»
- Медаль «За зимову кампанію на Сході 1941/42»
- Нагрудний знак «За поранення» в чорному
- Лицарський хрест Залізного хреста (23 серпня 1944) — за знищення 12 танків під Нарвою.